# 684. pehotni polk (Wehrmacht)
Za druge 684. polke glejte 684. polk.
684. pehotni polk (izvirno nemško Infanterie-Regiment 684) je bil eden izmed pehotnih polkov v sestavi redne nemške kopenske vojske med drugo svetovno vojno.

## Zgodovina
Polk je bil ustanovljen 15. novembra 1940 kot polk 14. vala na področju Schwäbisch Halla iz delov 526., 185. pehotnega polka ter I. Heimatwach bataljona 662. pehotnega polka; polk je bil dodeljen 335. pehotni diviziji.
15. oktobra 1942 je bil polk preimenovan v 684. grenadirski polk.